# روبرت إف. جونز
روبرت إف. جونز (بالإنجليزية: Robert F. Jones)‏ (1934 - 2002)؛ صحفي وروائي أمريكي.